# Pinanga micholitzii
Pinanga micholitzii là loài thực vật có hoa thuộc họ Arecaceae. Loài này được auct. miêu tả khoa học đầu tiên năm 1908.